# Зиновьев, Георгий Васильевич
Георгий Васильевич Зиновьев (20 ноября [2 декабря] 1887, Санкт-Петербург — 26 апреля 1934, Минеральные воды) — советский военачальник, участник 1-й мировой и Гражданской войн.

## Биография
Из семьи военного чиновника. В 1908 году был призван на действительную военную службу. В 1911 году уволен в запас, жил в Москве и работал техником. После начала первой мировой войны вновь призван в армию. Служил водителем бронеавтомобиля. После окончания Севастопольской военной авиационной школы лётчиков (1915), служил  в 6-м корпусном авиационном отряде 3-го Сибирского стрелкового корпуса 2-й армии Западного фронта, старший унтер-офицер. Участник многих воздушных  стычек с неприятелем, награждён 4 Георгиевскими крестами. В марте 1917 года вступил в РСДРП(б) и активно участвовал в работе солдатских комитетов на фронте.
С начала октября 1917 председатель корпусного комитета 3-го Сибирского стрелкового корпуса. Участник создания  «Первого социалистического отряда Западного фронта» в ноябре 1917 года. Во главе отряда революционных солдат сражался против частей польского корпуса Довбор-Мусницкого и германских оккупантов. С конца января по апрель 1918  начальник гарнизона Смоленска. Командовал Оршанским участком.
В мае 1918 командирован с отрядом из 400 бойцов и 1-й батареей в Самару, затем в Оренбург, где занимался объединением красногвардейских отрядов в одну боевую единицу.  Организатор и командующий Оренбургским фронтом, действовавшим в направлении Орской и Ташкентской железной дороги. Летом 1918 боевые отряды Зиновьева проявили особую стойкость при обороне Оренбурга, противостояв дутовцам и чехословакам. Тогда же Зиновьеву удалось вывести  из Бузулука гарнизон в количестве 12000 человек, сосредоточив его под Оренбургом.
С сентября 1918 года командующий войсками Туркестанской республики — командовал Актюбинским и Орско-Актюбинским участками фронта против войск Дутова и белочехов. В феврале — марте 1919 года начальник Оренбургской стрелковой дивизии (впоследствии 31 Туркестанской сд).
В марте — июне 1919 во время весеннего наступления белых командующий Туркестанской армией — возглавлял ударные соединения в Белорецкой, Бугурусланской, Белебеевской и Уфимской операциях РККА.  За Актюбинскую операцию (август - сентябрь 1919) награждён орденом Красного Знамени. С июня 1919 по ноябрь 1920 командующий 1-й армией. Войска под его руководством отражали натиск колчаковских войск и участвовали в освобождении Оренбурга, Орска и Актюбинска.
С 31 августа 1920 года руководил штурмом крепости Старой Бухары в ходе Бухарской операции. Организовал преследование эмира, бежавшего с отрядом вооруженной охраны в Восточную Бухару. В ноябре 1920 г. приказом командующего 1-й армией Г. В. Зиновьева все советские войска в пределах Бухарской Народной Советской Республики были сведены в Бухарскую группу войск. С ноября 1920 по март 1921 член Реввоенсовета и помощник командующего войсками Туркестанского фронта.
В апреле — августе 1921 года командующий Ферганской группой войск, одновременно начальник 3-й Туркестанской стрелковой дивизии (с 1 апреля 1921 по 4 мая 1921). Участник подавления контрреволюционных выступлений в Закаспии (декабрь 1919) и Ферганской области. С сентября 1921 года слушатель Военной академии РККА.
С 1923 начальник военно-учебных заведений ВВС, затем начальник ВВС Ленинградского военного округа, с февраля 1927 — 1-й помощник командующего войсками Среднеазиатского военного округа, с мая 1928 — помощник командующего войсками Ленинградского военного округа. С 1928 начальник Военно-строительного управления РККА, с мая 1932 начальник и комиссар Военно-инженерной академии.
Награждён 2 орденами Красного Знамени (25.09.1919, 25.10.1928), почётным золотым оружием ТуркРеспублики от РВС Туркфронта (1920) за Бухарскую операцию.
Скоропостижно умер на станции Минеральные воды от сердечного приступа. Похоронен после кремации 30 апреля 1934 года на Новодевичьем кладбище (Колумбарий, секция 1).

Надгробие Зиновьева Г. В. на Новодевичьем кладбище